# Organizzazione dei Pionieri Ernst Thälmann
L'Organizzazione dei Pionieri Ernst Thälmann (in tedesco Pionierorganisation Ernst Thälmann) fu un'organizzazione giovanile per bambini dai 6 ai 14 anni attiva nella Repubblica Democratica Tedesca. Intitolato a Ernst Thälmann, leader del Partito Comunista di Germania condannato a morte nel campo di concentramento di Buchenwald, il gruppo era una suddivisione della Freie Deutsche Jugend (FDJ, Libera Gioventù Tedesca).
Il gruppo dei pionieri era costituito dai Giovani pionieri e dai Pionieri di Thälmann, e si ispirava al movimento scout, anche se aveva lo scopo di avvicinare i bambini al socialismo e prepararli alla FDJ. I pomeriggi trascorsi al gruppo dei pionieri consistevano in esplorazioni, insegnamenti socialisti e il rispetto delle tradizioni rivoluzionarie. In estate, i bambini si recavano spesso nei campi dei pionieri simili a quelli dei gruppi Wandervogel della Germania Ovest o degli scout. Vi erano anche campi internazionali istituiti per facilitare l'amicizia tra diverse nazionalità.

## Storia

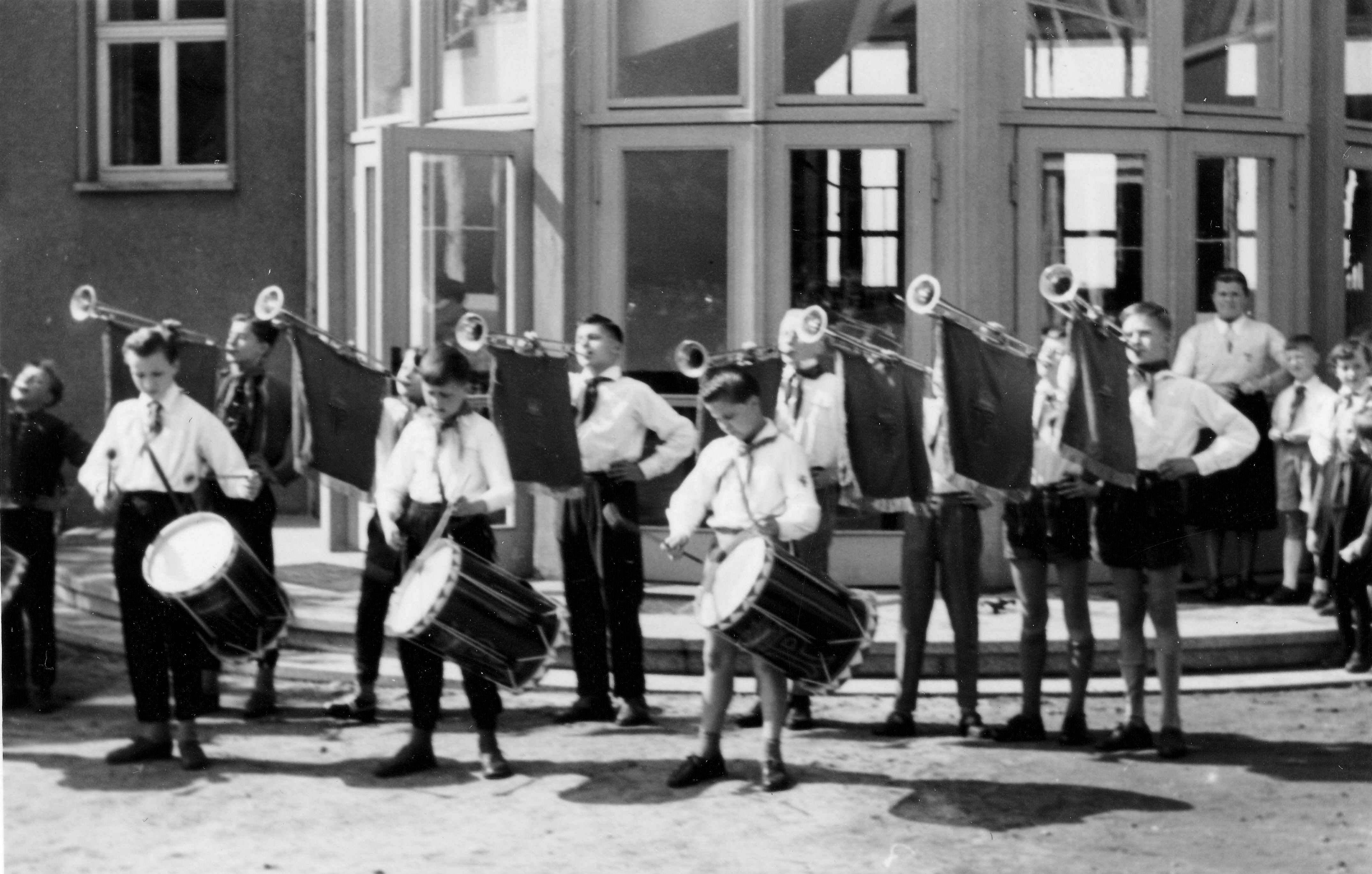
Pionieri in una scuola di Biehla, anni sessanta.

I Giovani pionieri furono fondati ufficialmente il 13 dicembre del 1948, durante il XVII Congresso del Consiglio centrale della FDJ. Gestita dal Partito Socialista Unificato di Germania tramite la FDJ, dal 1949 l'organizzazione è stata presieduta da Margot Feist, la futura moglie di Erich Honecker. I Giovani pionieri avevano un proprio giornale chiamato "Il giovane pioniere" (Der junge Pionier), successivamente rinominato in "Il tamburo" (Die Trommel). Nel 1952 l'organizzazione fu intitolata ad Ernst Thälmann.
Nel 1949, vi erano già 714 258 giovani pionieri, ovvero il 30% dei bambini in età scolare nella zona di occupazione sovietica. Verso la fine degli anni cinquanta, la maggioranza dei bambini della Germania Est era iscritta all'Organizzazione dei Pionieri Thälmann, con una percentuale del 67.4% a Berlino Est e dell'89.4% a Dresda. Nel 1982 vi erano circa 1,4 milioni di pionieri.
I pionieri avevano dei congressi generali ognuno con tematiche differenti.
- 1952 Dresda, riunione inaugurale, nomina dei pionieri
- 1955 Dresda
- 1958 Halle, Für Frieden und Sozialismus ("Per la pace e il socialismo")
- 1961 Erfurt, Bekenntnis zu ihrem sozialistischen Staat ("Ode allo stato socialista")
- 1964 Chemnitz (dopo Karl-Marx-Stadt)
- 1970 Cottbus
- 1972 Dresda: spettacolo dei Giovani pionieri e dei Pionieri di Thälmann
- 1988 Chemnitz

Nel novembre del 1989, ci fu un clima di agitazione nelle città della RDT, come a Lipsia con le manifestazioni del lunedì. La sera prima del 40º anniversario della RDT, una parata tradizionale di torce della FDJ fu accompagnata dalle grida "Gorbi, Gorbi!". Il presidente dei pionieri, Wilfried Poßner, che aveva guidato l'organizzazione per gli ultimi quattro anni, si dimise e fu seguito da Birgit Gappa, che ebbe il compito di riformare l'organizzazione divenendone tuttavia l'ultima leader. Nell'agosto del 1990, dopo la caduta del muro di Berlino e poco prima della riunificazione, l'Organizzazione dei Pionieri Ernst Thälmann fu sciolta e da allora in Germania non nacquero più organizzazioni dei pionieri.

## Motto e saluto
Il motto dei pionieri era Für Frieden und Sozialismus seid bereit – Immer bereit" ("Essere pronti per la pace e il socialismo – sempre pronti") e veniva recitato all'alza bandiera. Una persona, che poteva essere il leader, l'insegnante o il capo del gruppo locale, diceva la prima parte, "Siate pronti!", mentre i pionieri rispondevano in coro "Sempre pronti!", irrigidendo la mano destra e posizionando il retro contro la fronte con il pollice vicino ad essa e il mignolo verso il cielo.

## Uniforme

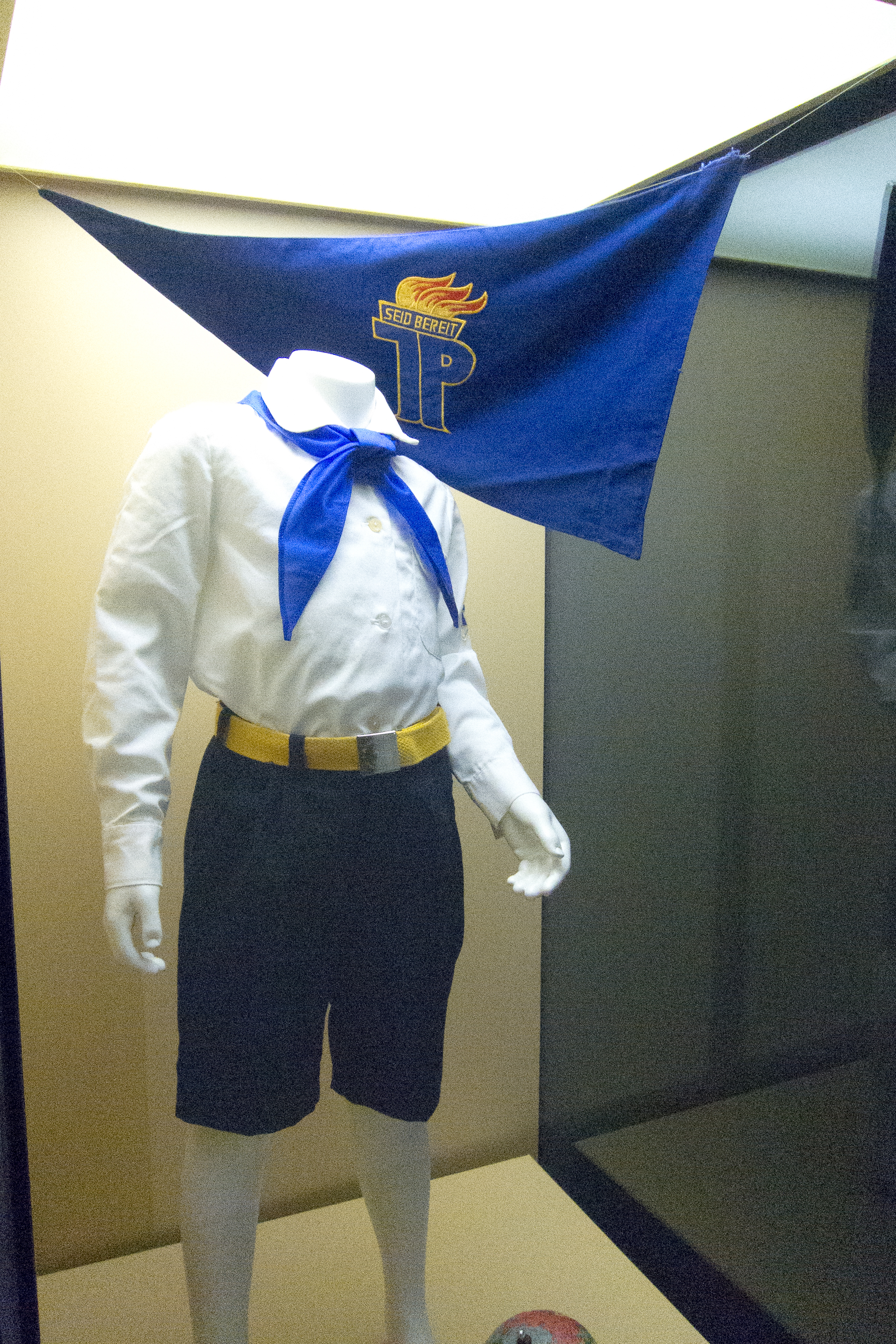
Uniforme dei Giovani pionieri.

L'uniforme dei pionieri era costituita da una camicia bianca o una blusa, insieme a pantaloncini o gonne di colore blu fino agli settanta e in occasioni speciali. Spesso l'unico elemento indossato era il fazzoletto triangolare, inizialmente blu ma dal 1973 divenne rosso come il corrispettivo sovietico, anche sei i Giovani pionieri mantennero quello blu. I pionieri indossavano le loro uniformi agli eventi politici e nelle feste statali, come al primo maggio, come anche nelle feste scolastiche e eventi dei pionieri.

## Membri
L'iscrizione ai Giovani pionieri e ai Pionieri di Thälmann era volontaria, anche se veniva vista dallo stato come un dovere e quindi era all'interno dei programmi scolastici. Molti bambini seguivano semplicemente la folla, e quasi tutti gli alunni nelle classi delle scuole si iscrissero, sebbene alcuni si rifiutarono per motivi religiosi o perché non interessati.
Le opinioni riguardo alle conseguenze del rifiuto sono contrastanti: alcune persone affermano che erano state escluse dagli eventi organizzati, mentre altre sostengono che potevano partecipare a qualunque manifestazione dei pionieri. In ogni caso, veniva richiesto almeno un anno di partecipazione ai Giovani pionieri per essere ammessi ai Pionieri di Thälmann, e far parte di quest'ultima era necessario per entrare nella FDJ. Alcune persone che non si unirono alla FDJ si trovarono in difficoltà nel seguire i corsi universitari da loro scelti o di viaggiare liberamente come gli altri.
L'iscrizione avveniva il 13 dicembre, ovvero il giorno in cui fu fondata l'organizzazione nel 1948; di solito coloro che si univano ai Giovani pionieri avevano 6 anni mentre quelli che entravano nei Pionieri di Thälmann ne avevano 10.

## Canzoni
Le canzoni dei pionieri venivano cantate in ogni occasione, di seguito alcuni titoli:
- Wir tragen die Blaue Fahne – Noi portiamo la bandiera blu
- Unser kleiner Trompeter – Il nostro piccolo trombettiere
- Thälmann-Lied – La canzone di Thälmann
- Pioniermarsch – Marcia dei pionieri
- Der Volkspolizist – Il poliziotto del popolo
- Jetzt bin ich Junger Pionier – Adesso sono un Giovane pioniere
- Unsere Heimat – La nostra Heimat
- Auf zum Sozialismus – Verso il socialismo
- Kleine weiße Friedenstaube – Piccola colomba bianca della pace
- Lied der jungen Naturforscher – Canzone dei Giovani ricercatori della natura
- Wenn Mutti früh zur Arbeit geht – Quando mamma va a lavorare la mattino
- Gute Freunde – Buoni amici
- Hab'n Se nicht noch Altpapier – Avete qualche carta straccia?
- Pioniere voran! – Avanti, pionieri!
- Laßt Euch grüßen, Pioniere – Saluti, pionieri
- Immer lebe die Sonne – Che ci sia sempre il Sole
- Friede auf unserer Erde – Pace sulla nostra Terra

## Attività

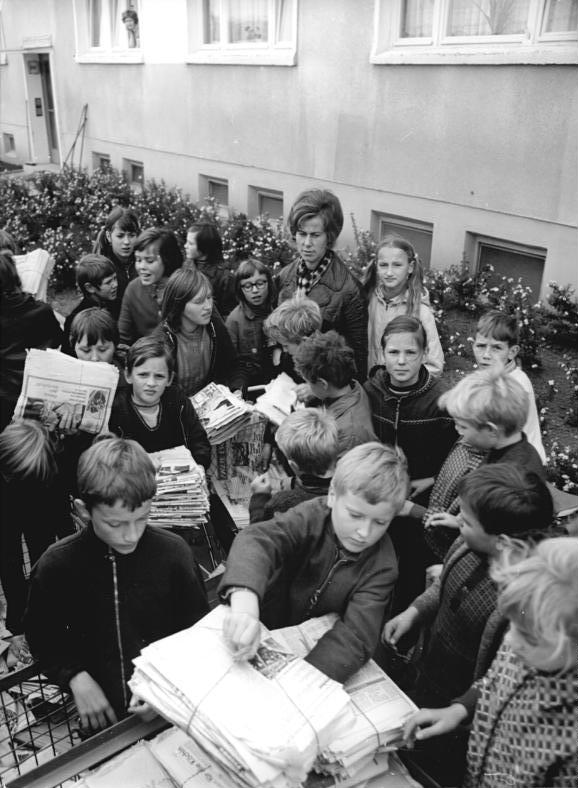
Una campagna di riciclaggio della carta per finanziare il Festival Mondiale della Gioventù e degli Studenti del 1973 a Berlino Est.

I pionieri prendevano parte a diverse attività come sport, cerimonie e spettacoli, incontri e raccolta di rifiuti per diverse cause. Nelle loro uniformi, e con il loro entusiasmo da bambini, costituivano un accompagnamento attraente per gli anniversari e i festival della RDT. Nel 1966, per esempio, una delegazioni di bambini dei Pionieri e della FDJ dava un mazzo di garofani rossi in onore del 20º anniversario del SED.
Oltre a presentare un volto giovane e positivo del socialismo al mondo esterno, queste attività erano anche realizzate per convincere il popolo del fatto che i bambini coinvolti nel socialismo avevano un forte senso morale. Nel 1971 fu svolta la "Eine Million Rosen für Angela", un'attività dove i bambini raccolsero milioni di rose per il rilascio negli USA di Angela Davis.
Le attività erano anche un modo per insegnare ai bambini gli ideali socialisti: il movimento "Kurs 80" nel 1978 era volto a familiarizzare i pionieri con le politiche del partito della classe operaia (il SED).

### Campi e parchi dei pionieri
Al primo incontro giovanile nazionale del 1950 a Wuhlheide, con la partecipazione di circa 20 000 bambini, fu inaugurato il parco noto come Pionierrepublik „Ernst Thälmann“ ("Repubblica dei Pionieri di Ernst Thälmann"), rinominato successivamente in "Parco dei Pionieri". Allo stesso tempo fu aperta a Berlino Est una sede per i giovani pionieri.
Nel 1952 Wilhelm Pieck, all'epoca Presidente della RDT, inaugurò un'altra "Repubblica dei pionieri" a Werbellinsee, a nord-est di Berlino, ispirandosi sul campo sovietico Artek. Il fatto di essere scelti per visitare il campo era considerato un privilegio e ogni anno venivano selezionati 1 000 pionieri. Oggi il sito è stato modernizzato da un investitore di Karlsruhe.
Durante l'estate, i bambini venivano inviati nei campi estivi dei pionieri della RDT, come quello di Dresda, e di altri Paesi socialisti nel mondo.
Nell'ottobre del 1979 fu inaugurato il Palazzo dei Pionieri di Ernst Thälmann.

### Eventi internazionali
Le squadre dei pionieri venivano spesso inviate all'estero, di solito in altri Paesi socialisti, per migliorare le relazioni estere ed enfatizzare la natura internazionale del socialismo tra i bambini. Nel 1967, un "Treno dell'Amicizia" viaggiò verso l'Unione Sovietica con pionieri e membri della FDJ, mentre nel 1972 furono inviate più di un milione di "Messaggi dell'amicizia" ai Pionieri di Lenin in URSS, che in quell'anno celebravano il 50º anniversario dell'organizzazione.
Nel 1974 fu avviata l'attività "Salut, Pobyeda" per prepararsi al 30º anniversario della caduta del nazismo, ed è stato il primo evento internazionale dei pionieri al quale presero parte i bambini della Mongolia, Vietnam del Nord e Cuba.

### Raccolte
I Giovani pionieri si occuparono anche della raccolta dei rifiuti per il riciclaggio, come la carta e il metallo, poiché la Germania dell'Est era a corto di risorse naturali. Per l'ottantesimo compleanno di Wilhelm Pieck, ad esempio, i bambini raccolsero rifiuti per un totale di 1,5 milioni di marchi orientali devoluto in seguito per la costruzione di una nave mercantile, denominata "Pionieri di Thälmann". Nel 1957 furono raccolte pietre in tutta la RDT per la realizzazione di un nuovo pontile nel porto di Rostock.
Nel 1962 ebbe luogo la prima "Settimana dell'aiuto socialista dei pionieri", durante la quale i pionieri raccolsero abbastanza materiali riciclabili per finanziare 900 km del gasdotto petrolifero della "Linea dell'amicizia" (Trasse der Freundschaft).
Nel 1980, furono raccolti 3 307 585 marchi dell'est per i bambini della Repubblica Popolare di Kampuchea, e nel 1983 furono raccolti giocattoli per i bambini del Nicaragua.

### Premi
Ai pionieri furono assegnate medaglie di ogni tipo, come l'argentea decorazione dell' "Ordine al merito per la patria" (Vaterländischer Verdienstorden), consegnata in occasione del decimo anniversario della fondazione della RDT nel 1959. Nel 1968 lo stesso premio fu assegnato in oro in onore del 20º anniversario della fondazione dei Pionieri di Thälmann.
Altri simboli furono impiegati anche per dare ai pionieri un senso di soddisfazione o di orgoglio, come ad esempio la possibilità di indossare un fazzoletto rosso approvata ufficialmente dal Comitato centrale dei pionieri nel 1973.